# Station Neulengbach
Neulengbach is een station in Neder-Oostenrijk in de gelijknamige gemeente in het Weense Woud. Het is het westelijke eindpunt van lijn S50 van de Weense S-Bahn.